# Bioorganic & Medicinal Chemistry
Bioorganic & Medicinal Chemistry (abrégé en Bioorg. Med. Chem.) est une revue scientifique à comité de lecture. Ce journal bihebdomadaire inclut des revues et des articles de recherches originales dans les domaines de la structure moléculaire des organismes biologiques et des interactions des cibles biologiques et des agents chimiques.
D'après le Journal Citation Reports, le facteur d'impact de ce journal était de 2,793 en 2014. Le directeur de publication est C.-H. Wong (Scripps Research Institute, États-Unis).